# Sant Pere Màrtir (Escaldes)
L'església de Sant Pere Màrtir és una església catòlica romana que es troba a les Escaldes i Engordany, al Principat d'Andorra. És l'església parroquial de la localitat.
Eclesiàsticament, depèn del bisbat d'Urgell
És un edifici d'estil neoromànic que es va construir l'any 1956, substituint un edifici anterior, segons projecte de l'arquitecte Josep Danès. Es va completar l'any 1981 amb intervenció de l'arquitecte Jordi Bonet i Armengol. És un exponent representatiu de l'anomenada arquitectura de granit andorrana.
L'altar major és presidit per un retaule barroc, del segle XVII, dedicat a la Immaculada. En una capella lateral s'hi conserva un retaule procedent de Sant Romà dels Vilars, del segle XVI
Tanmateix sobresurt per les diverses obres d'art religiós contemporani que s'hi conserven, com ara les pintures murals de l'absis, obra de Núria Llimona (1980), els esgrafiats de la façana, obra de Sergi Mas, que fan referència a les Benaurances; una Pietat de Josep Viladomat (1961) o bé els vitralls, obra de Joan Vila Grau realitzats pel vidrier Granell (1981).
Des de l'any 2003 figura inscrita al catàleg del patrimoni cultural andorrà com a bé d'interès cultural